# Living with Imperfection
Living with Imperfection – Ran Blake ist ein französischer Film des Regisseurs und Editors Antoine Polin aus dem Jahr 2021 über den Jazzpianisten Ran Blake. Seine Premiere hat der Film vom 7. bis 21. November im Rahmen des Doc’n Roll-Festivals.

## Handlung
In der Eingangssequenz sieht man den inzwischen 86-jährigen Pianisten und Komponisten Ran Blake, wie er im Schneidersitz auf dem Bett seiner Kellerwohnung in Boston sitzt und in die Kamera spricht. Er geht auf seine musikalischen Einflüsse von Arnold Schönberg bis Thelonious Monk ein und kommentiert dann fast Bild für Bild einen Film, der in Schwarzweiß auf einer Leinwand in einer Ecke des Raumes läuft; es ist Robert Siodmaks Die Wendeltreppe von 1946. In der anschließenden Sequenz folgt die Kamera Blake zum New England Conservatory of Music, wo der Pianist offenbar immer noch unterrichtet, begrüßt von einer Reihe von Leuten, die halb so alt sind wie er. In einer ausgedehnten Einstellung folgt die Kamera dem Pianisten beim Gang durch die Flure des Instituts; er hält schließlich einen kurzen Lehrvortrag und gibt einen kleinen Vorgeschmack auf das Spielen mit einem Schülerensemble. Dann kehrt Blake zurück in seine Wohnung, um mit verschiedenen Assistenten zu arbeiten. Zum Ende des Films folgt die Kamera dem Pianisten nach New York und zu einem Solo-Rezital. 
Die Kamera beobachtet, wie Blake redet, schläft, über das Alleinleben nachdenkt und lang gehegte Erinnerungen preisgibt. Er spricht auch über Einflüsse und Mitarbeiter, am eindrücklichsten über seine gefeierte Partnerschaft mit der Sängerin Jeanne Lee.

## Rezeption
„Von wem spricht der Mann? Warum ist seine Besessenheit von alten Filmen interessant?“ schreibt Jon Turney. Die Gründe dafür würden sich nach und nach herauskristallisieren, wenn der Zuschauer geduldig ist, beginnend damit, dass Blake an seinem Klavier sitzt und improvisiert, während er die Filmszenen vor seinem geistigen Auge kommentiert. „Aber der Film läuft langsam, weil das Leben mit 86 langsam ist.“ So sei dies auch ein Porträt des Alterns – in diesem Fall beneidenswert erfolgreiches Altern.
„Er würde gerne mehr Zeit in den Filmen verbringen“, sagt Blake, die Leute draußen seien langweilig, schrieb Clémence Arrivé. Doch seine Geschichten würden ihn zu einem einzigartigen Charakter machen und Ran scheine tatsächlich zur realen Welt zu gehören. Doch vielleicht auch nicht, so der Autor, denn „seine obsessiven Aufzählungen und seine Musik ziehen uns in himmlischere Welten. Wenn er nicht auf seinem Bett liegt, ist das Leben des Musikers wie ein Rausch: Lehren an der Universität, Aufnahmen, Tourneen.“ Dieser Rausch vollziehe sich in dem Film in winzigen Schritten, voller Sanftmut, es sei auch das Porträt eines alten Mannes, das sich durch den Film zieht.

## Auszeichnungen
Der Film läuft im Wettbewerb auf dem 44. Festival international du film documentaire 2022.